# Parc André-Citroën
Parc André-Citroën je veřejný park, který se nachází v Paříži v 15. obvodu. Park byl otevřen v roce 1992 a jeho rozloha činí 138 800 m2. Náklady na výstavbu parku byly 340 milionů francouzských franků a náklady na údržbu v roce 2007 byly spočteny na 610 € za metr čtvereční plochy parku.

## Historie
Na místě současného parku se nacházely tovární haly automobilky Citroën. Opuštěný průmyslový areál na levém břehu řeky Seiny byl na počátku 90. let 20. století přeměněn na park, který byl pro veřejnost otevřen v roce 1992. Park nese jméno zakladatele automobilky André Citroëna.

## Vybavení parku
Na parku pracovalo několik tvůrců. Zahradní architekti Gilles Clément a Alain Provost a architekti Patrick Berger, Jean-François Jodry a Jean-Paul Viguier.
Park se rozkládá na ploše 13,8 ha podél Seiny a obsahuje bujnou vegetaci a zajímavé vodní scenérie. Park se mírně svažuje směrem k řece. Automobilová doprava podél Seiny je u parku svedena do podzemí, zatímco linka RER C vede nad úrovní parku po mostě. Park protíná diagonální přímka o délce 800 m, která prochází měnící se krajinou (vodní plochy, trávník, bambusový les, schodiště atd.).
V severovýchodní části stojí dva velké skleníky obklopené vodními tryskami. V jednom z nich jsou exotické rostliny a ve druhém středomořské rostliny. Níže je umělý ostrov, na kterém se nachází bambusový les.
V parku se rovněž nacházejí moderní sluneční hodiny, které jsou však nepraktické, neboť jsou částečně umístěny ve stínu.
Atrakcí parku je horkovzdušný balón, který nabízí letecký pohled na Paříž z výšky až 150 m. Balón má kapacitu až 30 osob. Balón rovněž slouží jako identifikátor kvality vzduchu, neboť mění barvu podle míry znečištění ovzduší.